# جیمی دایمن
جیمی دایمن (به انگلیسی: Jamie Dimon) (زاده ۱۳ مارس ۱۹۵۶) بازرگان و مدیر ارشد اجرایی آمریکایی است، که هم‌اکنون به‌عنوان مدیر عامل اجرایی و رئیس هیئت مدیره جی‌پی مورگان چیس (بزرگترین بانک ایالات متحده بر پایه میزان دارایی) فعالیت می‌کند.
وی از ماه ژانویه ۲۰۰۷ نیز یکی از اعضای هیئت مدیره بانک فدرال رزرو نیویورک محسوب می‌شود. نام دایمن در سالهای ۲۰۰۶، ۲۰۰۸، ۲۰۰۹ و ۲۰۱۱ در فهرست تایم ۱۰۰ از ۱۰۰ فرد قدرتمند و بانفوذ در جهان، که هر ساله توسط مجله تایم منتشر می‌شود، قید شده‌است. وی همچنین به‌عنوان مدیر سال ۲۰۱۱ انتخاب شد.